# ييسينتوكسكايا (ستافروبول)
ييسينتوكسكايا (بالروسية: Ессентукская) هي مدينة في مقاطعة ستافروبول كراي في روسيا.ى يبلغ عدد سكانها حوالي 19401 نسمة.